# Шаста (народ)
Ша́ста — індіанський народ, що проживає на півночі Каліфорнії та півдні Орегону на заході США (округи Сискью, Клемет, Джексон). Індентичність народу не визнається на федеральному рівні, проте шаста є членом Конфедерації племен спільноти Гранд-Ронде в Орегоні.

## Історія
Традиційно, шаста були мисливцями і збиральниками. Вони полювали на оленів, гусей та дрібну дичину, ловили рибу та молюсків, збирали ягоди та жолуді. Основною зброєю був лук. Торгували обсидіаном, мушлями, сіллю, жолудями, кошиками та каное. Вони не були організовані в клани і жили в окремих поселеннях.
До 1770 року чисельність шаста налічувала близько 2000 осіб. Десь у 1820-х роках індіанці модок і кламат перейняли конярство, що надало їм перевагу над шаста у конфліктах. Перша зафіксована зустріч з європейцями відбулася в 1826 році під час експедиції компанії Гудзонової затоки під керівництвом Пітера Скене Огдена, яка відправилася з Форту Ванкувер, щоб полювати бобрів у горах Кламат. У 1850-х роках почалася каліфорнійська золота лихоманка і тисячі золотошукачів вирушили на захід США. Індіанці (і не лише шаста) зазнавали постійних конфліктів з поселенцями. У 1854 році народ шаста переселили у резервації Гранд-Ронде та Сілетц в Орегоні. На чисельність народу негативно впливали хвороби, що передавалися від білих, та алкоголізм. Багато шаста асимілювалося з іншими індіанцями або з білими поселенцями. За переписом 2000 року було 436 індіанців шаста, з них лише 120 розмовляли мовою шаста.